# Ponto Paris
O ponto Paris é uma unidade de comprimento definida como 2/3 cm (6,67 mm). É comumente utilizado para definir tamanho de calçados na Europa Continental.
A unidade foi inventada por sapateiros franceses no início de 1800. Sua origem provavelmente reside no fato de 2/3 centímetros ser muito próximo de 1/4 polegada; uma polegada francesa tem cerca de 27 mm, um quarto disso é 6,7mm, próximo ao valor de 6.6 mm definido para o ponto Paris.